# 東京都ローラースポーツ連盟
東京都ローラースポーツ連盟（とうきょうとローラースポーツれんめい、英：Tokyo Roller Sports Federation）は東京都におけるアマチュアローラースポーツ競技を統括する団体である。ワールドスケートジャパン、東京都スポーツ協会に加盟している。下部組織として練馬区、文京区等の区連盟が所属している。
1953年9月に任意団体「東京都ローラースケート連盟」として発足し、2002年6月に「東京都ローラースポーツ連盟」に改称。2023年11月より特定非営利活動法人となった。

## 主催大会
- 東京都小中学生ホッケー大会
- 東京都クラス別スピード大会
- 東京都ローラーホッケー選手権大会
- 東京都クラブ対抗競技会
- 東京都フィギュア競技会